# Dąbrowa (Pojezierze Wałeckie)
Dąbrowa (dawniej Góra Dąbrowa) – wzniesienie o wysokości 207,1 m n.p.m. na Pojezierzu Wałeckim, położone w woj. wielkopolskim, w powiecie pilskim, w gminie Szydłowo.
Określa się je jako kulminację niewielkiego pasma Pagórków Różeckich, drugim pod względem wysokości wzgórzem w północnej Wielkopolsce.
Nazwę Dąbrowa wprowadzono urzędowo zarządzeniem w 1955 roku, zastępując poprzednią niemiecką nazwę Dombrowa Berg.
3 września 2010 roku uchwałą Rady Gminy Szydłowo na terenie otaczającym wzniesienie utworzono zespół przyrodniczo-krajobrazowy „Góra Dąbrowa”. Pojawił się również pomysł budowy wieży widokowej na szczycie.  

## Szlaki turystyczne
Na szczyt prowadzi:
 – niebieski szlak pieszy: Piła Górne – Piła Gładyszewo – wzn. Dąbrowa – Skrzatusz.
W pobliżu przebiegają:
 – żółty szlak pieszy: Rezerwat "Kuźnik – Skrzatusz
 – zielony szlak rowerowy: Piła Górne – Piła Gładyszewo – Skrzatusz